# Guadalupe, Tapachula
Guadalupe är en ort i Mexiko.   Den ligger i kommunen Tapachula och delstaten Chiapas, i den sydöstra delen av landet, 900 km sydost om huvudstaden Mexico City. Guadalupe ligger 133 meter över havet och antalet invånare är 176.
Terrängen runt Guadalupe är lite kuperad. Runt Guadalupe är det ganska tätbefolkat, med 239 invånare per kvadratkilometer. Närmaste större samhälle är Tapachula, 3,7 km nordost om Guadalupe. Trakten runt Guadalupe består till största delen av jordbruksmark.